# بيت هجام (السدة)

تعديل مصدري - تعديل

بيت هجام محلة تابعة لقرية الضمادي، التابعة لعزلة بني الحارث بمديرية السدة إحدى مديريات محافظة إب في الجمهورية اليمنية.، بلغ تعداد سكانها 55 حسب تعداد اليمن لعام 2004.